# Établissement pénitentiaire de Thorberg
Justizvollzugsanstalt Thorberg
L'établissement pénitentiaire de Thorberg (en allemand : Justizvollzugsanstalt Thorberg) est une prison suisse située sur la commune de Krauchthal dans le canton de Berne. Destiné à accueillir des condamnés exécutant des peines de longues durées ou des traitements thérapeutiques institutionnels, l'établissement est réputé pour ses dures conditions de détention et de sécurité. Il est surnommé l'Alcatraz suisse, en référence à l'ancien pénitencier californien.

## Présentation

### Description
L'établissement pénitentiaire de Thorberg est situé à Krauchthal (Berne). Il est situé non loin de l'établissement pénitentiaire de Hindelbank, une autre prison bernoise.
L'établissement accueille des personnes condamnées. Il est adapté à l'exécution de peines de longue durée et aux mesures de traitement thérapeutique institutionnel ou d'internement,. Ainsi, sa population carcérale est constituée de prisonniers endurcis, nécessitant une prise en charge sécuritaire conséquente.
Les détenus de l'établissement ayant été condamnés, le Code pénal suisse leur impose de travailler. Au sein de l'établissement, les détenus peuvent ainsi être formés au travail de menuiserie ou réaliser des travaux simples (type pliage), de la vannerie, de la sellerie...
Les conditions de détention et de sécurité de l'établissement de Thorberg sont réputées dures pour la Suisse. La prison est surnommée par les détenus et la presse l'Alcatraz suisse en raison de son aspect isolé et des conditions de sécurité.

### Bâtiments et installations
L'établissement est construit sur le site du château de Thorberg, au sommet d'un promontoire dominant la vallée de Lindental.
L'établissement de Thorberg est composé de deux bâtiments. Le premier a été rénové entièrement après un violent incendie. Le second a été construit lors de la rénovation.

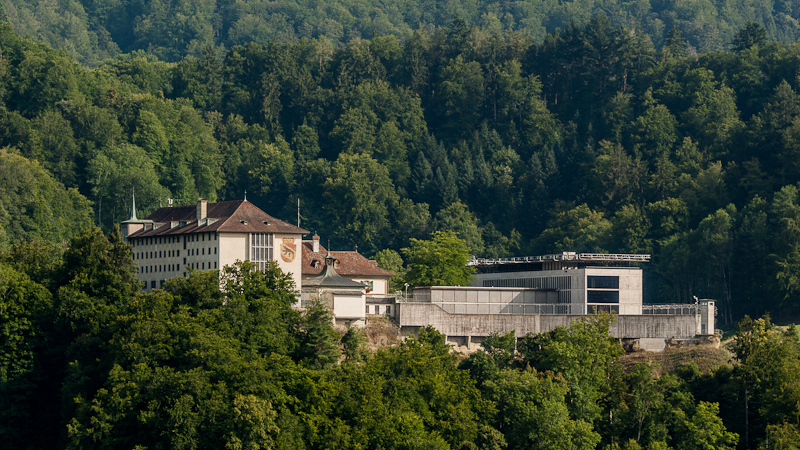
L'établissement pénitentiaire de Thorberg.

En 2017, l'établissement a fermé le secteur prévu pour encadrer les thérapies des détenus souffrant de troubles psychologiques graves. Un nouveau secteur est destiné à l'encadrement des détenus incarcérés pour une durée supérieure à 15 ans ou internés à vie. Ce type de secteur pour les incarcérations de longue durée, avec les spécificités que l'absence de libération prochaine implique, est une innovation en Suisse.

### Capacité d'accueil
L'établissement accueille un peu moins de 180 détenus, conformément au nombre de places de travail disponibles qu'il peut offrir,.

### Coûts de détention
Les coûts de la détention au sein de l'établissement de Thorberg sont compris entre 270 et 650 francs suisses par jour et par personne, selon le niveau de sécurité et d'encadrement (médical) que requiert la prise en charge du détenu.

### Histoire

Vue aérienne de l'établissement de Thorberg et de la vallée environnante durant l'entre-deux-guerres.

L'affectation à des fins de détention et d'internement du château de Thorberg date de 1805,. À cette époque et durant près de 50 ans, le bâtiment est utilisé comme maison d'éducation forcée et asile d'internement. En 1855, la mission du château évolue et devient un lieu de travaux forcés. Ce n'est qu'à partir de 1893 qu'un quartier cellulaire est construit et que le château devient un centre de détention pénal.
À partir du milieu des années 1940, plusieurs travaux importants sont décidés pour l'établissement de Thorberg. Tout d'abord, un bâtiment moderne est construit pour encadrer l'exécution des peines selon les nouvelles normes de l'époque. Le bâtiment, achevé en 1952, est complété un an plus tard avec la rénovation de la chapelle.
En 1978, de nouveaux espaces destinés à l'internement sont construits. Par ailleurs, des travaux de modernisation des installations sanitaires cellulaires sont terminés.
En 1991, un incendie majeur déclenché par un détenu touche l'établissement et détruit le bâtiment. Le sinistre ne fait aucune victime mais force l'établissement à fermer pour une rénovation complète. En 1998, l'établissement rouvre, doté du bâtiment historique rénové et d'un nouveau bâtiment.

## Conditions de détention
Les cellules de l'établissement mesurent 8,5 m2.
À la fin 2017, un mouvement non violent de détenus touche l'établissement. Les hommes incarcérés demandent des améliorations des conditions de visites, notamment la création d'une cellule intime. En effet, les détenus de l'établissement ne disposent pas d'espaces adaptés pour recevoir leur partenaire et avoir des relations sexuelles. En signe de protestation, environ 50 détenus refusent de se rendre à leur travail dans les ateliers. De leur côté, les autorités expliquent que si de tels dispositifs existent dans des prisons alémaniques (établissement de Bostadel, Zoug) ou romandes (établissements de la plaine de l'Orbe, Vaud), les aménagements nécessaires ne sont pas nécessairement réalisables dans tous les établissements suisses. En interne, la direction de l'établissement prend une série de mesures disciplinaires contre les détenus en les confinant dans leurs cellules et leur retirant leur accès aux médias électroniques. Après une semaine, les détenus reprennent le travail et les meneurs présumés sont transférés dans d'autres institutions carcérales suisses.

## Difficultés directoriales
Depuis quelques années, les autorités bernoises peinent à stabiliser la direction de l'établissement,. Ainsi, le directeur de l'établissement est mis en congé au début de l'année 2014 par les autorités,,. Il lui est notamment reproché d'avoir traité différemment certains détenus et falsifié un document, ce qu'il conteste. 
Durant ces années, plusieurs signalements indiquent que la culture et le climat de travail au sein de l'établissement posent des difficultés à des membres du personnel,. Un sondage en 2018 avait par exemple mis en lumière le climat social difficile, et la rotation du personnel sur la période 2014-2018 s'est avérée importante.
En 2018, la Commission des finances du Grand conseil bernois se voit mandatée pour réaliser une enquête sur le fonctionnement de l'établissement au niveau des ressources humaines. La Commission indique quelques semaines plus tard n'avoir constaté aucun élément répréhensible mais émet plusieurs recommandations afin d'améliorer la culture de travail en interne.